# 金佛寺
代密寺，又译三友寺，通称金佛寺，位于泰国曼谷三攀他旺县，寺内供奉一尊5.5吨的素可泰代密金佛，是世界最大的纯金佛像，获吉尼斯世界纪录认证。

## 历史
金佛寺原称越三振寺，意为“三华人寺”，位于曼谷唐人街，相传是由三位华人集资建成，因而得名。1934年，越三振寺住持决意翻修寺庙，1937年获最高僧伽委員會批准，并在1939年更名为三友寺（วัดไตรมิต）。
寺内供奉的金佛据推测是铸造于素可泰王国时期，15世纪移送至阿瑜陀耶供奉，之后在战乱年间流落。19世纪被发现时全身被灰泥包裹，安放在曼谷唐人街的乔他那兰寺（Wat Chotanaram）。1935年，这尊佛像被移送至三友寺。这时的三友寺仅是曼谷城中数百名不见经传的小寺之一，在20年间，这尊灰泥佛像仅安放在一处简陋的锡顶下。1955年，在搬运过程中灰泥脱落，露出纯金造像，这尊素可泰时期的纯金造像终于重见于世。就此该寺中文又通称金佛寺。
2010年2月14日，金佛寺建成专用于供奉金佛的帕玛哈蒙多阁（พระมหามณฑป），为四层大理石楼阁，中央为金制尖塔，内部还设置耀华力路历史遗产中心展厅和金佛展厅。

## 图册
- 素可泰代密金佛
- 戒堂
- 金佛阁（精舍）
- 金佛阁大门以金水漏印工艺装饰
- 哇集拉隆功国王怀抱提帮功王子的壁画
- 寺门寺名标示
- 金佛寺和崇圣牌楼
- 夜景